# Битва за Таде
Битва за Таде (кор. 多大鎮戰鬪, 다대진전투, яп. 多大鎮の戦い; 24 — 26 травня 1592) — бій, що відбувся між японськими і корейськими військами за контроль над корейською фортецею Таде на самому початку Імджинської війни.

## Короткі відомості
З метою закріпитися на південному узбережжі Корейського півострова 1-а японська експедиційна армія під командуванням Конісі Юкінаґи розділила свої сили. Було вирішено провести одночасні удари по декількох корейських укріпленнях: набережному місту Пусану, фортеці Таде і порту Сопьон. Атаку другого пункту взяв на себе сам Конісі.
24 травня 1592 року японські війська числом 5 000 вояків розпочали штурм Таде. Під прикриттям невідомих корейцям аркебуз, японці швидко загатили рів і заволоділи передовими стінами фортеці. Корейський командувач Юн Хинсін та його брат Юн Хинче відійшли до другої лінії оборони, де перегрупували війська і нашвидкоруч організували системну оборону.
25 травня захисники спромоглися зупинити натиск нападників, але вичерпали усі запаси стріл. Вночі зав'язався рукопашний бій, у якому корейці були розбиті. 26 травня японці захопили останні укріплення Таде, вирізали вирізали залишки гарнізону і цивільне населення.
Перемога японських військ у битві за Таде дала їм змогу укріпитися на півдні Корейського півострова та розпочати наступ на Сеул.